# Essen (Oldenburg)
Essen is een gemeente in de Duitse deelstaat Nedersaksen. De gemeente maakt deel uit van het Landkreis Cloppenburg.
Essen telt 9.100 inwoners.

## Indeling gemeente
De gemeente bestaat uit de volgende Ortsteile (tenzij anders vermeld, zijn dit gehuchten of dorpjes met minder dan 500 inwoners):
- Essen-dorp, met het gemeentehuis; aantal inwoners: ruim 4.000
- Brokstreek
- Ahausen
- Sandloh
- Herbergen
- Barlage
- Bokel
- Bartmannsholte
- Felde
- Hülsenmoor, direct ten oosten van het hoofddorp, aantal inwoners: ca. 1.300
- Ostendorfe
- Osteressen
- Uptloh
- Addrup, 5 à 6 km ten oosten van Essen-dorp aan de straatweg naar Vechta, vormt één geheel met Bevern; deze dorpen hebben samen ruim 1.000 inwoners.

## Ligging, verkeer, vervoer
De gemeente ligt direct ten noordwesten van de tot Landkreis Vechta behorende Samtgemeinde Artland; de hoofdplaats van die Samtgemeinde, Quakenbrück, ligt slechts 5 km ten zuiden van Essen-dorp; de twee plaatsen liggen beide aan de Bundesstraße 68.
In westelijke richting ligt Löningen (14 km); nog 22 km verder westwaarts ligt Haselünne.
Van Essen naar de stad Cloppenburg is de afstand, over de Bundesstraße 68, 17 km.
De dichtstbijzijnde Autobahn is de A1. Afrit 64 Vechta ligt 17 km oostwaarts van Essen. Rijdt men niet de A1 op, maar rechtdoor, dan bereikt men na nog 8 km de stad Vechta zelf.
Essen heeft een klein station aan de spoorlijn van Osnabrück naar Oldenburg. Het is ook begin- en eindpunt van een spoorlijntje via Löningen naar Meppen. Deze lijn wordt alleen gebruikt voor goederenvervoer, en incidenteel, voor toeristische ritten per stoomtrein.
De gemeente ligt aan de noordkant van een binnendeltagebied van de rivier de Hase met de naam Artland. Dit is van oudsher een vruchtbaar landbouwgebied. Ter voorkoming van overstromingen en ter algemene regeling van de waterhuishouding werden vanaf de 18e t/m de 20e eeuw diverse kleine afwateringskanalen gegraven.

## Economie
Van oorsprong is de landbouw de hoofdpijler van de economie in de regio. Daaruit heeft zich enige hieraan gelieerde industrie ontwikkeld. Twee bedrijven binnen de gemeente zijn van internationaal belang geworden:
- In Ortsteil Addrup is een fabriek, alsmede het hoofdkantoor gevestigd van het voedingsmiddelenconcern Wernsing. Dit bedrijf maakt diepvriesproducten van aardappelen en granen. In Addrup werken meer dan duizend mensen. Een dochterconcern van Wernsing is Bieze Food Group te Nijkerk, dat ook in deze branche actief is.
- In het dorp zelf bezit het Deense voedingsmiddelenconcern Danish Crown (dat onder de naam AMCS ook vestigingen in Amsterdam en Rotterdam heeft) een zeer groot abattoir annex fabriek van vleesproducten.

Essen heeft ook enige middelgrote bedrijven op het gebied van machinebouw en woonaccessoires.

## Geschiedenis
Essen en de dorpen eromheen liggen in een gebied, waar reeds in de Jonge Steentijd mensen woonden.
In de middeleeuwen ontstonden diverse nederzettingen rondom kloosters en kerkjes. Voor 1543 behoorde Essen eerst tot het Graafschap Tecklenburg en daarna tot het Prinsbisdom Münster. In 1543 werd het gebied bij de Reformatie protestant; in 1613 werd het weer katholiek. De meeste christenen in de gemeente zijn tot op de huidige dag rooms-katholiek.
In 1601 brandde het dorp Essen bijna geheel tot de grond toe af. De Dertigjarige Oorlog (1618-1648) alsmede een pest- en een pokkenepidemie decimeerden de bevolking in het midden van de 17e eeuw. Vanaf de 18e eeuw zorgde de vruchtbaarheid van de grond, gecombineerd met doelmatige ontwateringsmaatregelen, voor herstel van de boerenstand. Verdere economische voorspoed was er sinds 1875, toen het dorp een spoorwegstation kreeg.
Zowel na 1945 als na 1990 steeg de bevolking van de gemeente plotseling sterk door de immigratie van vluchtelingen met Duitse voorouders.

## Bezienswaardigheden, toerisme
- Op het spoorlijntje van Essen  via Löningen naar Meppen worden in de zomer toeristische ritten per stoomtrein georganiseerd. De toerist wordt geacht zijn of haar fiets mee te nemen, daar een deel van de rit in de trein en een ander deel als fietstocht plaatsvindt.
- Op de rivier de Hase worden in de zomer kanotochten georganiseerd.
- Slechts 5 km ten zuiden van Essen ligt het om zijn schilderachtige stadscentrum veel bezochte Quakenbrück.

## Galerij

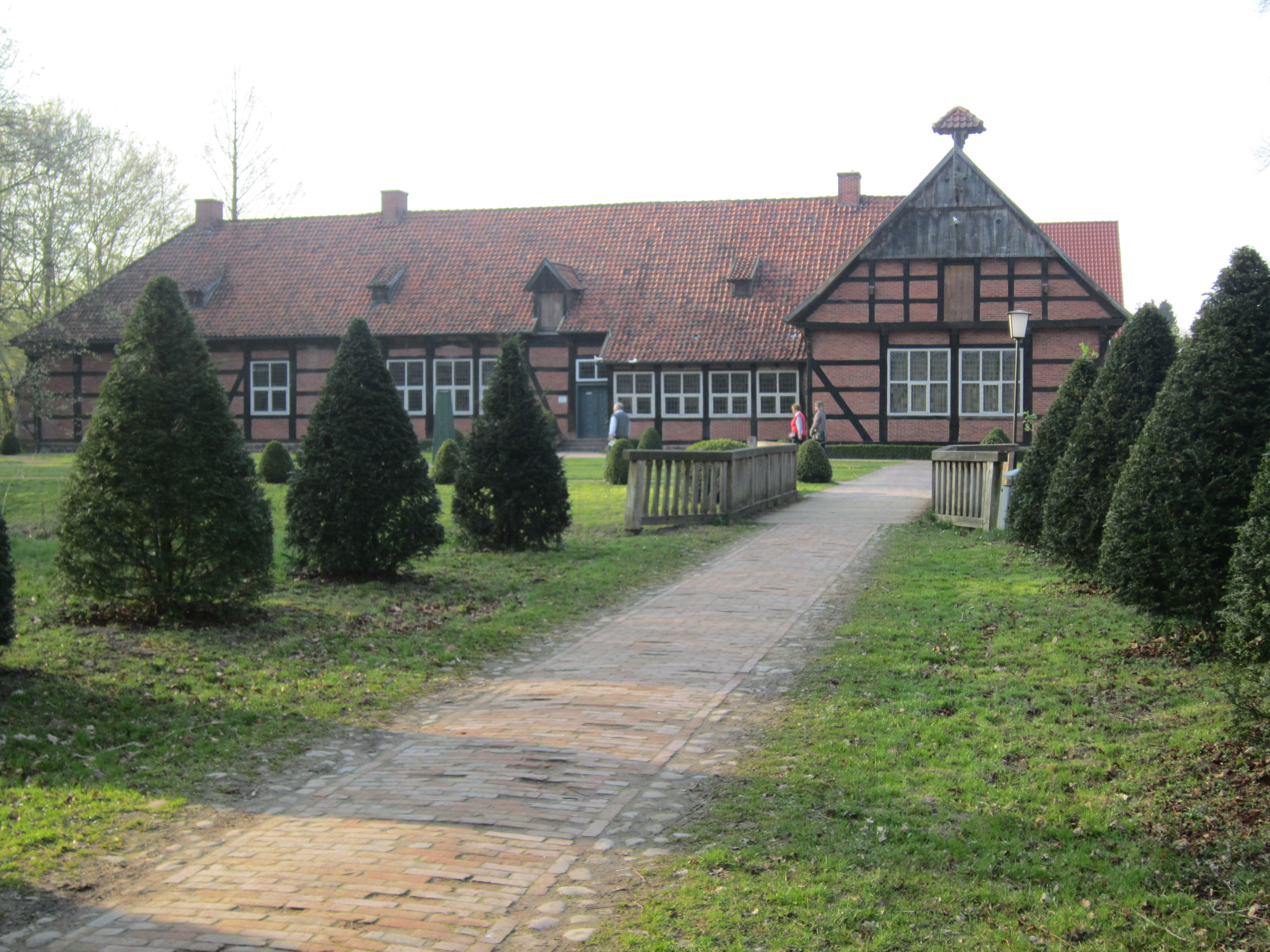
Herenboerderij Arkenstede in Museumsdorf Cloppenburg, dit gebouw stond oorspronkelijk in de gemeente Essen
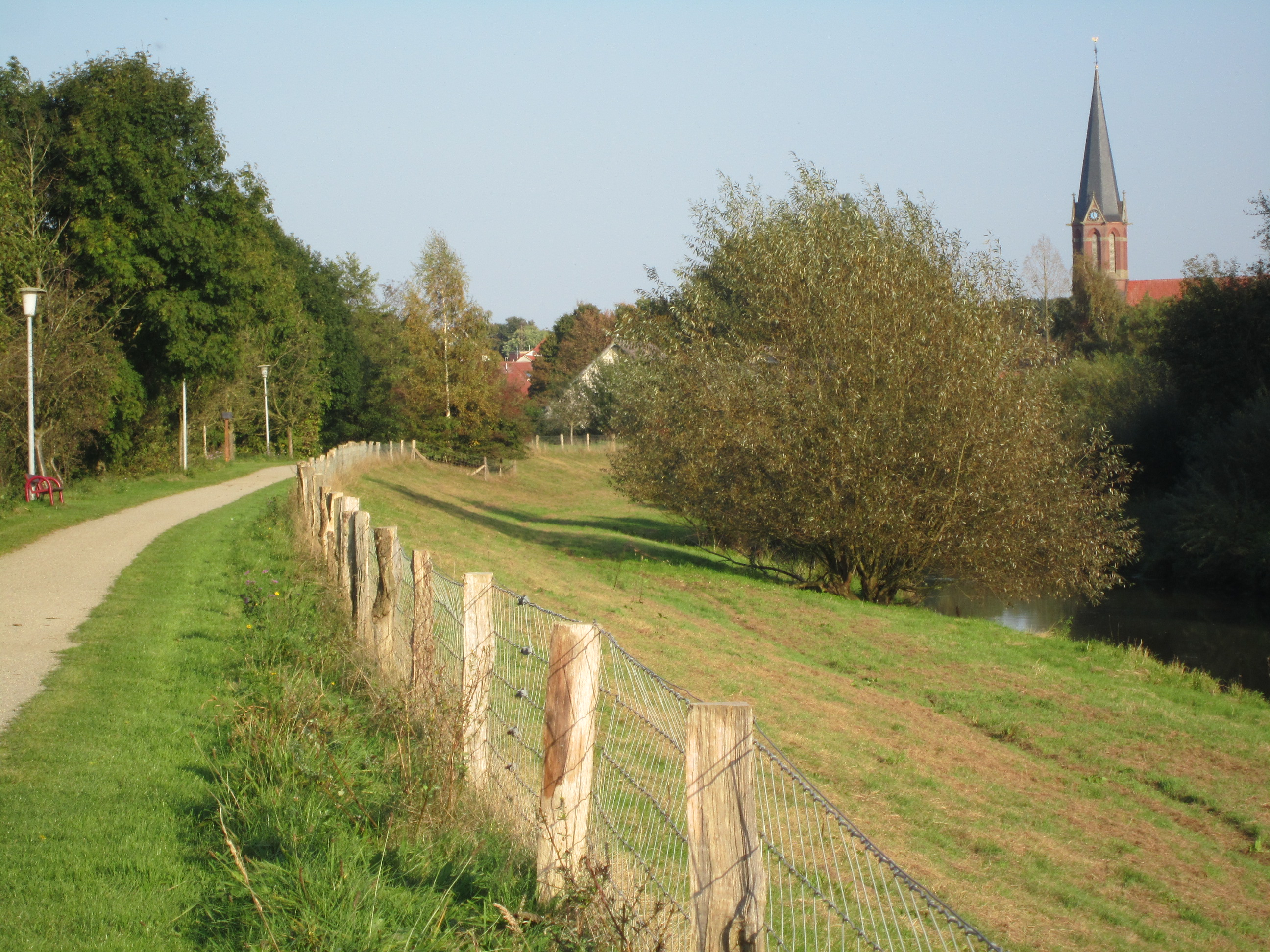
Oever van de Hase. Op de achtergrond de toren van de in 1870 gebouwde St.-Batholomeüskerk
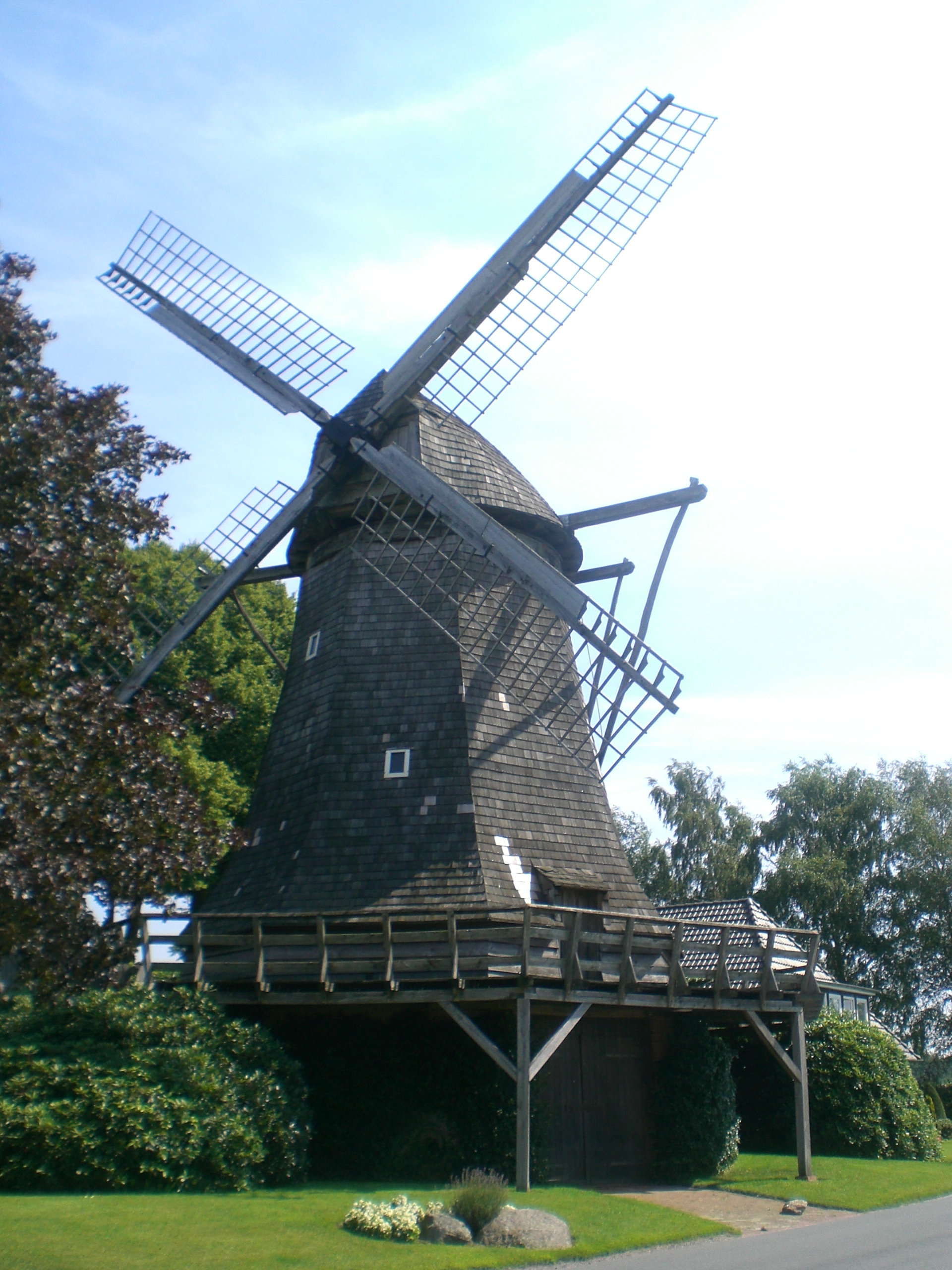
Diekmanns windmolen, bij het station
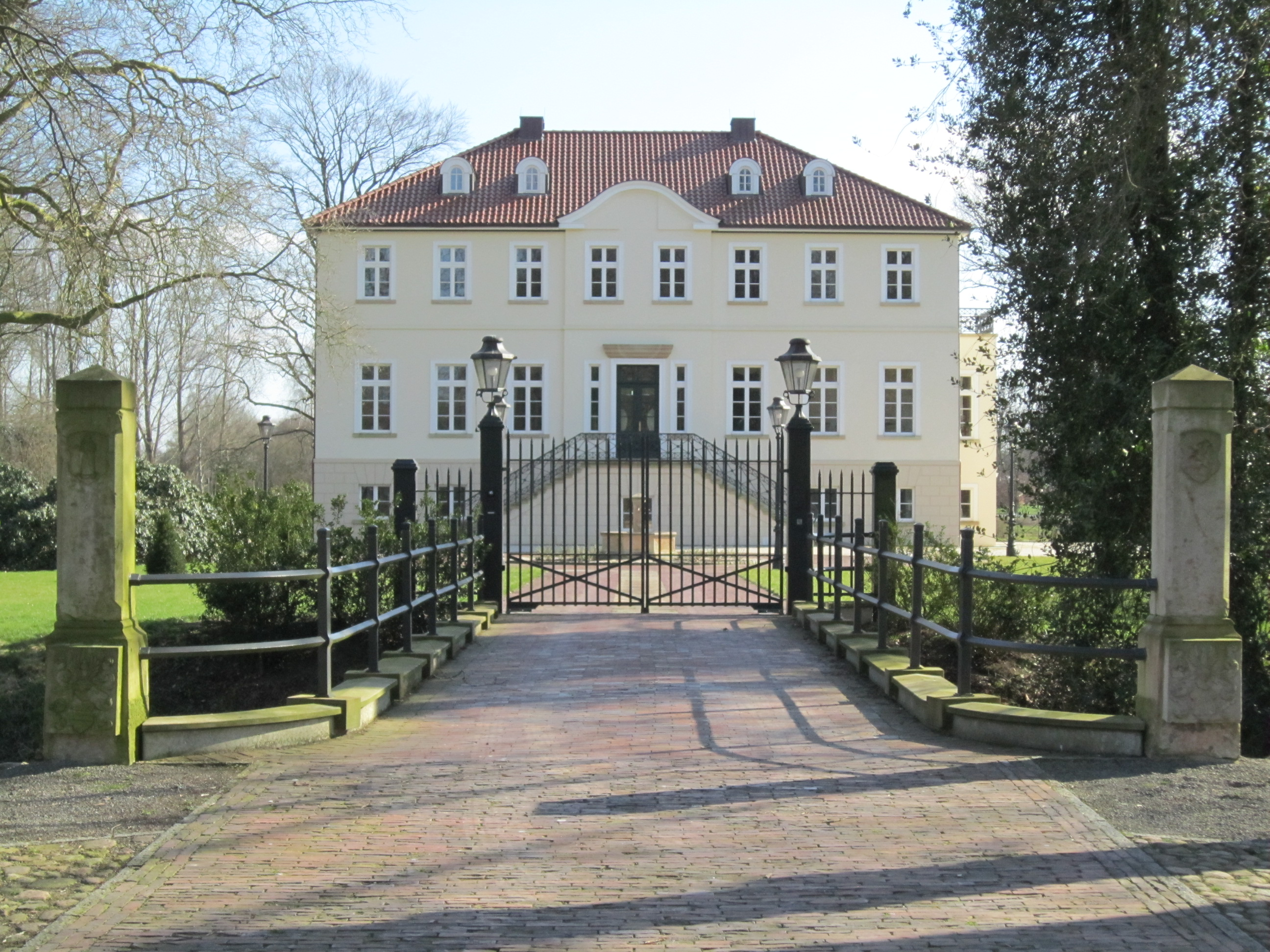
Gut Lage, 10 km ten oosten van het dorp (de enige overgebleven havezate; gebouwd in 1844, particulier bewoond)
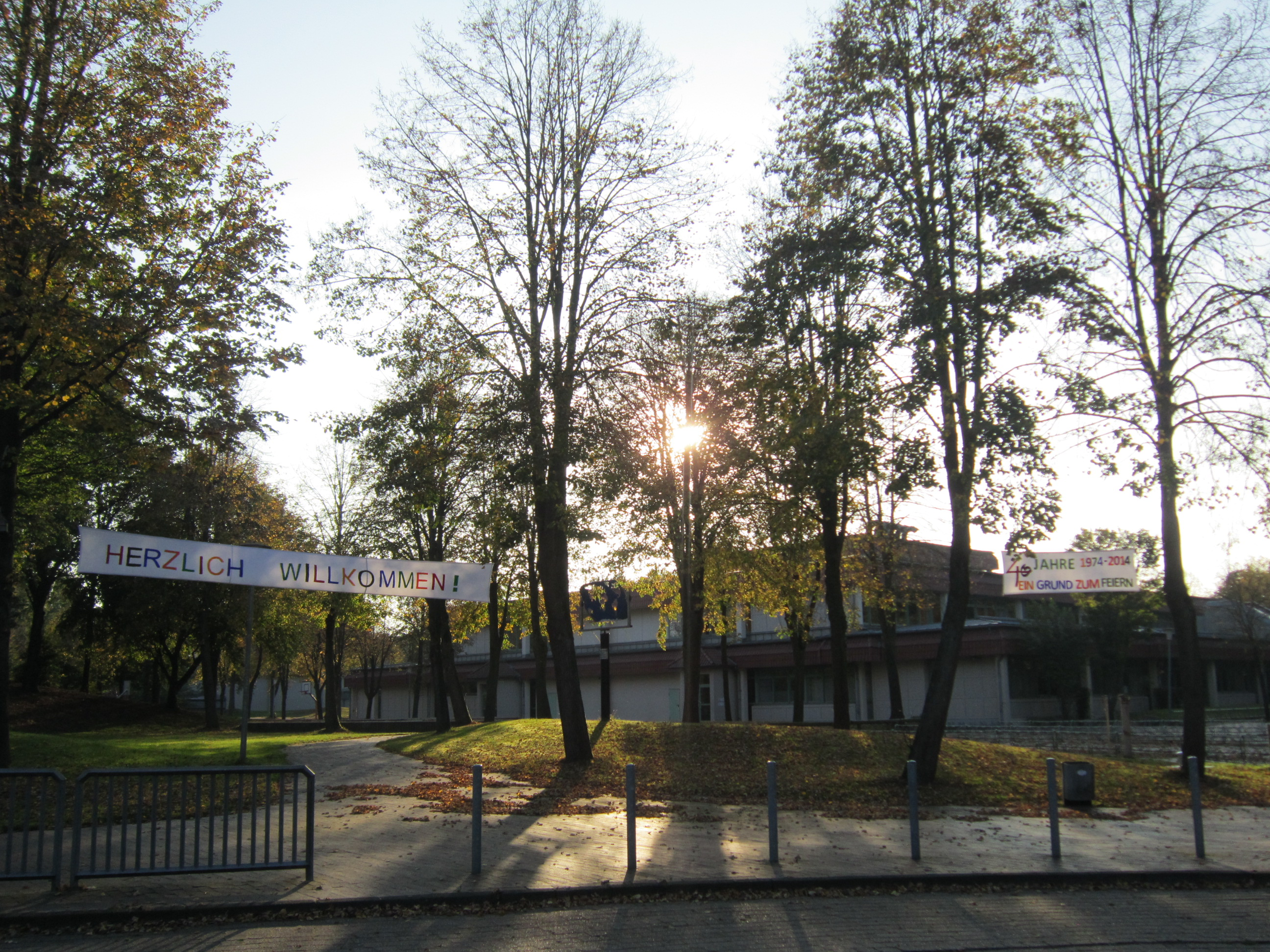
Oberschule (met een Nederlandse mavo vergelijkbare middelbare school) van het dorp
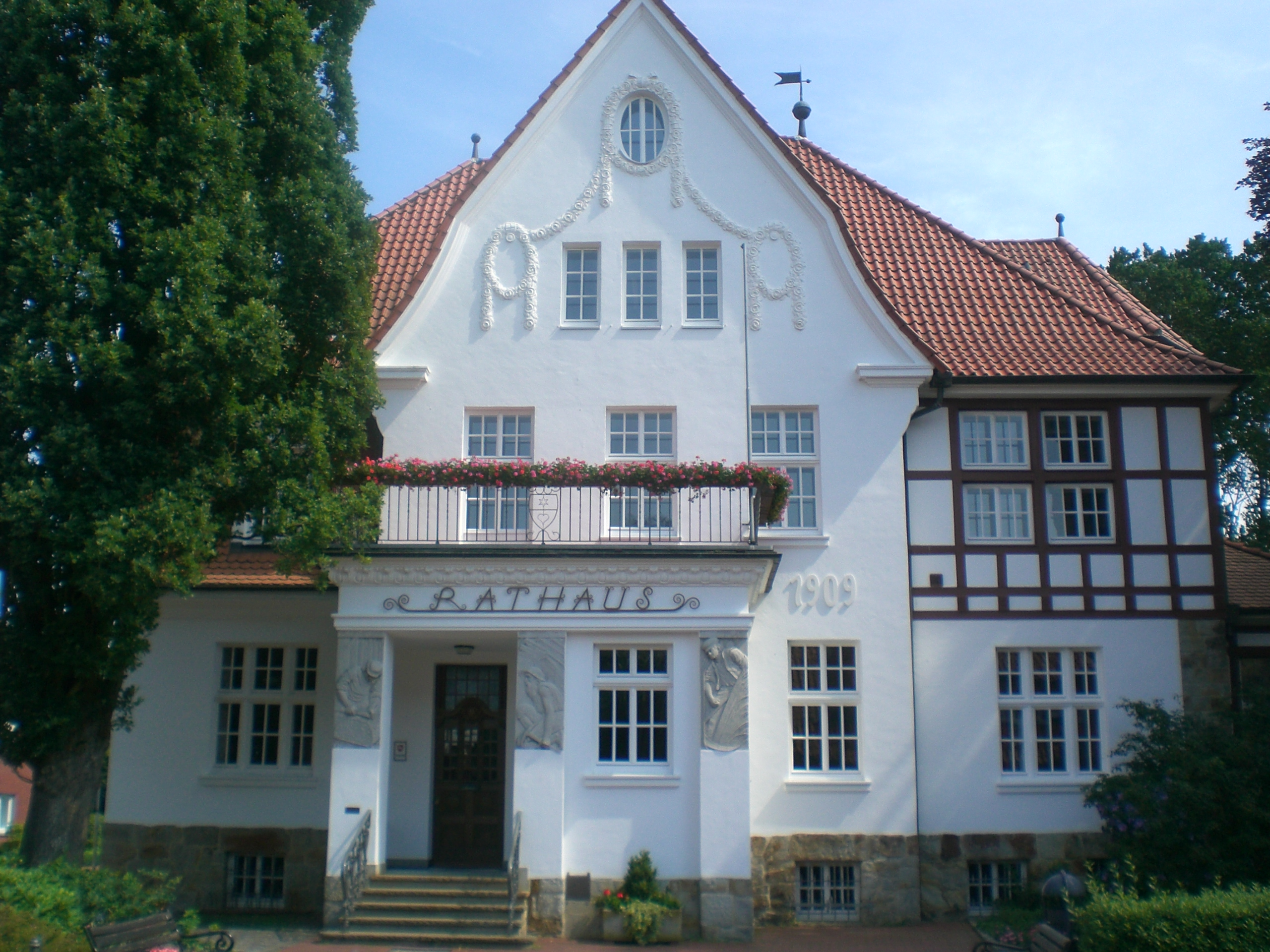
Gemeentehuis van Essen in jugendstil
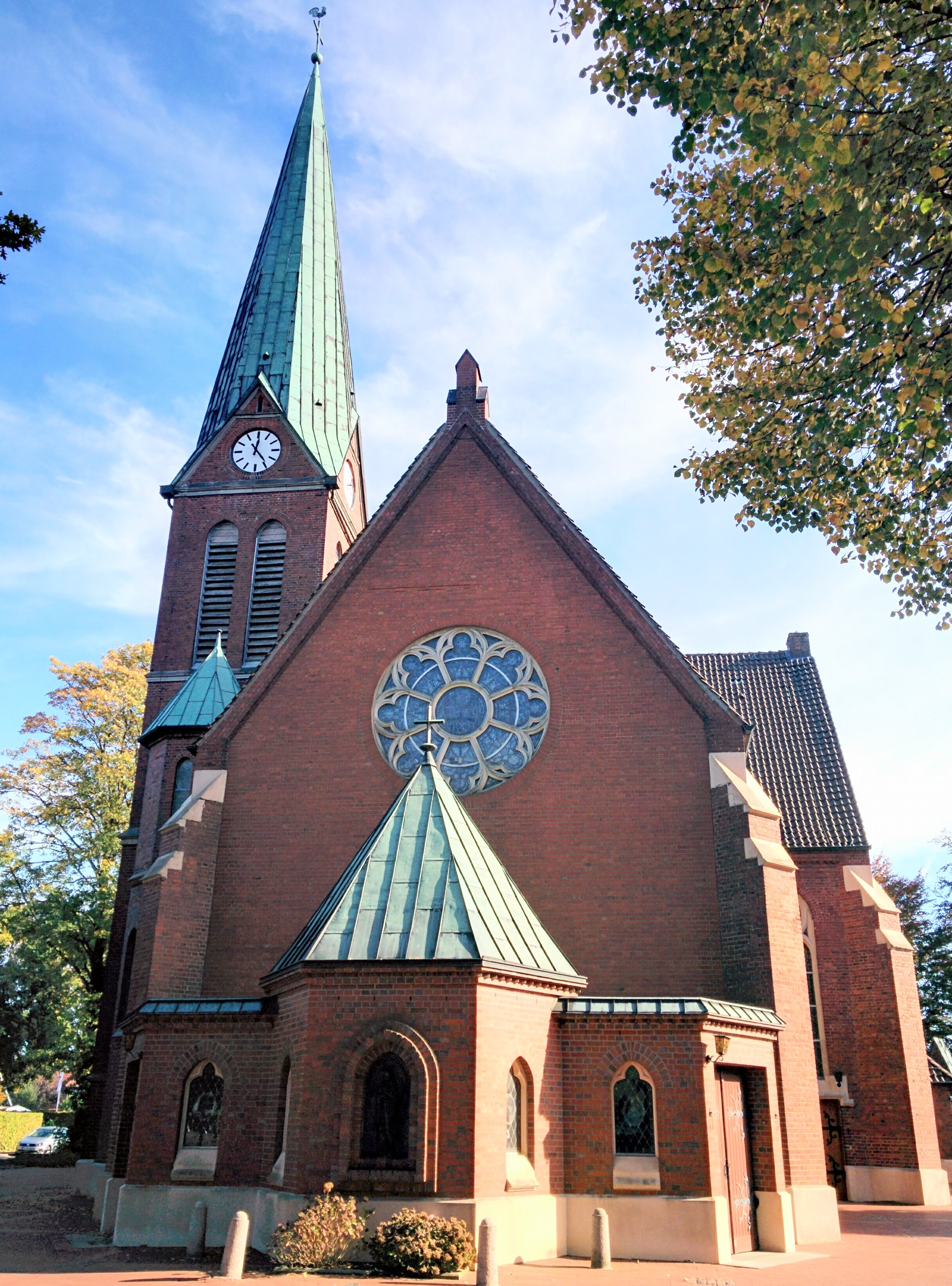
De R.K. Mariakerk in Bevern

## Belangrijke personen in relatie tot de gemeente
- Aurelius Arkenau O.P. (* 7 januari 1900 in Essen; † 19 oktober 1991 in Bedburg-Kirchherten),  katholiek geestelijke; tijdens de Tweede Wereldoorlog had hij van 1942-1945 in het St-Albertklooster te Leipzig een leidinggevende functie; in die hoedanigheid was hij ervoor verantwoordelijk, dat verscheidene joden, deserteurs uit de Wehrmacht e.d., communisten en weggelopen dwangarbeiders konden onderduiken, en illegale medische hulp en valse identiteitspapieren kregen. In 1999 werd Arkenau in Yad Vashem postuum tot Rechtvaardige onder de Volkeren verklaard.

- Gemeinsame Normdatei: 4091930-4
- MusicBrainz: dff69185-f6e8-4f22-a8ab-d24a62676344
- Virtual International Authority File: 248550368
- WorldCat: E39PBJxhdPCPt86TQWF99Qfpfq

Addrup · Ahausen · Barlage · Bartmannsholte · Beverdiek · Bevern · Bokel · Brokstreek · Calhorn · Darrel · Essen-Ort · Felde · Gut Lage · Herbergen · Hülsenmoor · Nordholte  · Osteressen · Sandloh · Stadtsholte · Uptloh
Barßel · Bösel · Cappeln · Cloppenburg · Emstek · Essen · Friesoythe · Garrel · Lastrup · Lindern · Löningen · Molbergen · Saterland